# Diphyus akaashii
Diphyus akaashii là một loài tò vò trong họ Ichneumonidae.